# Heinrich von Danckelmann

Heinrich von Danckelmann, Lithographie von Friedrich Oldermann

Heinrich Wilhelm August Alexander Graf von Danckelmann (* 10. Mai 1768 in Kleve; † 29. Dezember 1830; auch „Dankelmann“) war ein preußischer Beamter und Minister.

## Leben
Er war der Sohn des Staatsministers Adolph Freiherr von Danckelmann. 1792 wurde Danckelman zum Oberregierungs-, Konsistorial- und Pupillenrat in Breslau ernannt. 1798 erhielt sein Vater den Grafentitel, der auf ihn übertragen wurde. Ab 1800 war er Präsident der oberschlesischen Oberamtsregierung (d. h. Funktion eines  „schlesischen Justizministers“) und des Oberkonsistorium in Brieg. Von 1805 an war Danckelman Präsident der südpreußischen Regierung in Warschau. Von ihm wurde am 10. November 1807 die Elbinger Konvention abgeschlossen. Später wurde er Präsident der Oberamtsregierung in Glogau. Zwischen 1825 und 1830 war er preußischer Justizminister und ab 1828 Mitglied des Staatsrates.